# Tadeusz Lutoborski

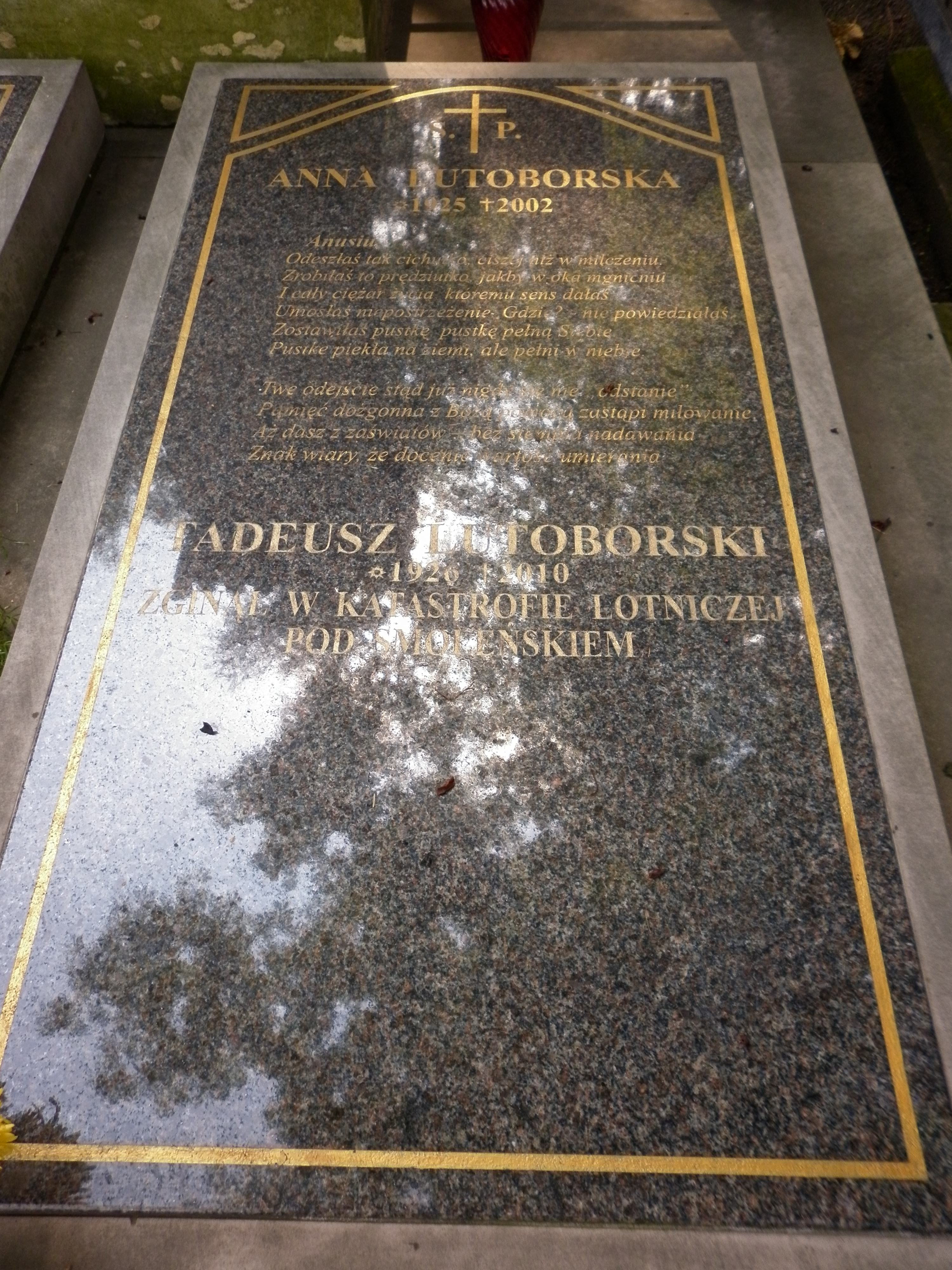
Grób Tadeusza Lutoborskiego

Tadeusz Norbert Lutoborski (ur. 6 czerwca 1926 w Warszawie, zm. 10 kwietnia 2010 pod Smoleńskiem) – polski ekonomista, były prezes Warszawskiej Rodziny Katyńskiej (przez dwie kadencje).

## Życiorys

### Dzieciństwo i młodość
Syn Wacławy z domu Rząca (1901–1945) oraz bankowca Adama Lutoborskiego (1897–1940). Uczył się w Lycée Français de Varsovie przy ulicy Walecznych w Warszawie. Po wybuchu II wojny światowej jego ojciec, podporucznik rezerwy został aresztowany przez Sowietów, osadzony w obozie w Kozielsku (gdzie na przełomie 1939/1940 usiłowała odwiedzić go żona, następnie aresztowana i przekazana przez NKWD do Gestapo w Warszawie, gdzie była torturowana na Szucha, po czym zwolniona), w kwietniu 1940 zamordowany w Katyniu.
Od 1943 Tadeusz Lutoborski był członkiem AK, uczęszczał na tajne komplety do Gimnazjum Wojciecha Górskiego w Warszawie, w 1944 zdał maturę miesiąc przed wybuchem powstania warszawskiego, w którym brał udział w ramach IV Obwodu AK „Reduty Kaliskiej”. Następnie przedarł się do Nowego Sącza. Jego matka wywieziona w 1944 do niemieckiego obozu Bergen-Belsen, gdzie zmarła w 1945 (w tym samym obozie zmarła także jego ciotka, Jadwiga Lutoborska, zaś w obozie w Dachau w 1941 zmarł jego dziadek Edmund Lutoborski).

### Kariera naukowa i działalność publiczna
Ukończył prawo na Uniwersytecie Warszawskim i ekonomię w Szkole Głównej Planowania i Statystyki w Warszawie. Następnie był adiunktem na SGPiS. Był członkiem PZPR do 1989. Następnie przeszedł z SGPiS do Uniwersytetu Łódzkiego, później pracował w Instytucie Koniunktur i Cen w Ministerstwie Handlu Zagranicznego. Pod koniec lat 70 był attaché ekonomicznym w Biurze Radcy Handlowego w stolicy Maroka, Rabacie, potem pracował jeszcze jako wykładowca ekonomii na uniwersytecie w Annabie (biegle znał język francuski).
Po przejściu na emeryturę zaangażował się w sprawę katyńską, umieścił tablicę upamiętniającą ojca w kościele św. Marcina w Warszawie oraz matkę i ciotkę na terenie obozu Bergen Belsen. Przez dwie kadencje pełnił funkcję prezesa Stowarzyszenia Rodzina Katyńska w Warszawie, wybierany w 1995 i 1998. Był autorem słów pieśni Rodzin Katyńskich, do której w 2004 na jego prośbę muzykę skomponował Henryk Mikołaj Górecki.

### Śmierć
Zginął 10 kwietnia 2010 w katastrofie polskiego samolotu Tu-154M w Smoleńsku w drodze na obchody 70. rocznicy zbrodni katyńskiej. Dzień przed śmiercią ukazał się wywiad z Lutoborskim w gazecie „Metro”, gdzie wspominał on swoją zmarłą rodzinę przed oddaniem im czci w Katyniu.
27 kwietnia formalnie został pochowany na cmentarzu Powązkowskim w Warszawie. Faktycznie jego ciało zostało zamienione ze zwłokami Ryszarda Kaczorowskiego i pochowane w Panteonie Wielkich Polaków. Ostatecznie spoczął na cmentarzu Powązkowskim w Warszawie (kwatera 11-5-1/2).

### Życie prywatne
Od 1949 jego żoną była Anna z domu Sieińska (1925-2002). Mieli synów, Adama i Michała. Po przejściu na emeryturę mieszkał w Szczęśliwicach.

## Odznaczenia
16 kwietnia 2010 został pośmiertnie odznaczony Krzyżem Kawalerskim Orderu Odrodzenia Polski.